# Rocket Monkeys
Rocket Monkeys é uma série animada de televisão canadense que estreou no Teletoon em 10 de janeiro de 2013. A série foi criada por Dan Abdo e Jason Patterson e desenvolvido por Mark Evestaff e Alex Galatis. Rocket Monkeys é produzido em associação com Atomic Cartoons Inc. O show estreou em 04 de março de 2013 na Nickelodeon nos Estados Unidos, e em abril de 2013 no Nicktoons no Reino Unido e na Irlanda.
No Brasil estreou no dia 8 de Junho de 2013 junto com o resto dos países da America Latina.

## Enredo
Gus e Wally não são os irmãos mais inteligentes ou mais legais, mas estão sempre prontos para se aventurar no espaço!
Felizmente, eles têm muita ajuda de YAY-OK (David Berni), seu robô arrojado e dedicado (se um pouco desatualizado). Estes macacos podem não ter os recursos intelectuais do Robot Chicken ou as entranhas do Cosmosloths, mas eles têm uma fome de aventura. E por "aventura" que significa principalmente "bananas".

## Personagens
Gus
Macaco amarronzado e irmão mais velho, Gus não quer nada mais do que ser um herói, mas ele não pode sempre colocar de lado seus instintos de macaco. A coisa mais próxima que o navio tem de um capitão, ele tem de ser um cadente Gasi muito a sério, bem, de vez em quando ele demonstra ser corajoso e independente mas na maioria das vezes se sente maluco como seu irmão.
Wally
Macaco amarelado, mal preparado mas de alguma forma adorável e irmão mais novo, Wally preferia estar jogando Blasters banana ou organizar sua coleção de pudim expirada de jorrar fora em alguma expedição louca. Se há uma coisa que Wally e bom, é ser um macaco - ele pode uivar e se aventurar com o seu irmão para vários lugares, e se aventura no melhor deles.
YAY-OK
Encarregado de manter Gus e Wally em curso, não há nada que este robô não faria por seus amados macacos (ou até mesmo ser como eles) - ele é programado desta forma. Ele é muito charmoso - do frigorífico para o liquidificador para a máquina de venda automática, não há uma pequena falha a bordo cujo circuitos ele não fez bip um pouco mais rápido. Ele fala com um sotaque alemão.
Dr. Chimpsky
Doutor estimado da Gasi, Dr. Chimpsky atribui os Monkeys a completar suas missões muito importantes (que às vezes incluem deixar o seu refresco com mais gelo quando a bebida fica muito quente) e faz o seu melhor para mantê-los no caminho certo quando eles algumas vezes se distraem na hora do trabalho nas missões da Gasi.
Inky
Uma lula parte animal de estimação adorável, parte membro da tripulação, Inky pode não ser capaz de falar, mas ele ainda consegue se expressar com o seu impressionante trabalho de tinta.
Lord Peel
Os bandidos não nascem, eles são criados - e Lord Peel não é excepção. Um estrangeiro, que se parece com uma banana, pobre Lord Peel foi levado à loucura por Gus e Wally numa interminável tentativa de transformá-lo em uma banana split. Ele desde então se tornou um vilão obcecado por vingança com um objetivo muito específico: acabar com o Gus e Wally.
Nefarious
Exilado pelo Conselho para parar de roubos e ganancias, Nefarious passa seu tempo sonhando com novas maneiras de escapar de sua prisão. Solitário e acompanhado de sua capanga-robô Slo-Mo faz de tudo para voltar para seu verdadeiro negócio: Acabar com todo o universo.
Dave Espaço Profundo
Herói de ação visto na TV, Dave Espaço Profundo é melhor em frases do que adivinhar senhas do seu inimigo Enigma Roxo, mas isso não impede que o Gus e Wally percam seus momentos sendo dois fãs número 1 do Dave se encontrando em cada aventura com ele.
Macacaligna
Sua aparência pode ser doce e adorável mas como pode ver Macacaligna é na verdade uma agente do crime, destinada a assaltar bancos, e roubar joias preciosas. Ela é uma macaca de cabelo violeta, porém, uma vila intergaláctica. Pena que Gus e Wally são muito apaixonados por ela e lutam por seu amor, fazendo de tudo para ajuda-la durante os roubos de bancos, fazendo deles seus reféns. O slogan da Macacaligna é "Poopy-Doopy"
Os Gorilas do Espaço
Os Gorilas são os rivais dos macacos e Gus e Wally não conseguem ganhar gloria graças a esta dupla poderosa da Gasi, Ele e Ela-Rilla por quem Gus e Wally morrem de inveja devido ao seu sucesso.
Bernice
Mae favorita de Gus e Wally, Bernice gosta de ter um bom tempo com seus filhos, mas não gosta de decepciona-los quando eles precisam da sua ajuda.Ela namora Dr.Chimpsky.
Gamester X
Obsessivo e excitável, Gamester X não vai desistir ate completar suas coleções raras e extensas. Ele tem uma força terrível de maldade, até que sua mãe grita com ele (fora da tela).

## Dubladores
| Personagem   | Dublador Original | Dublador Brasileiro |
| Gus          | Sean Cullen       | Christiano Torreão  |
| Wally        | Mark Edwards      | Erick Bougleaux     |
| Yay-Ok       | David Berni       | Paulo Vignolo       |
| Dr. Chimpsky | Jamie Watson      | Mauro Ramos         |
| Macacaligna  | Kayla Lorette     | Hannah Buttel       |

## Episódios
1 Temporada
| #  | Título original                                            | Data de exibição no Estados Unidos | Data de exibição no Canada | Data de exibição no Brasil | Data de exibição em Portugal |
| -- | ---------------------------------------------------------- | ---------------------------------- | -------------------------- | -------------------------- | ---------------------------- |
| 1  | I Am Not a Banana / Scare-Larious                          | 5 de março de 2013                 | 10 de janeiro de 2013      | 8 de junho de 2013         | 22 de junho de 2013          |
| 2  | Inspection Day / Tail Fail                                 | 4 de março de 2013                 | 17 de janeiro de 2013      | 9 de junho de 2013         | 23 de junho de 2013          |
| 3  | Bro to Bro / Trick or Trixie                               | 14 de março de 2013                | 24 de janeiro de 2013      | 15 de junho de 2013        | 29 de junho de 2013          |
| 4  | My Dad-Bot, the Doom-Bot / Monkey Mitts!                   | 13 de março de 2013                | 31 de janeiro de 2013      | 16 de junho de 2013        | 30 de junho de 2013          |
| 5  | Not Lord Peel / Once Upon a Monkey                         | 7 de março de 2013                 | 7 de fevereiro de 2013     | 22 de junho de 2013        | 6 de julho de 2013           |
| 6  | Love on the Run / Monkey Hearts                            | 12 de março de 2013                | 14 de fevereiro de 2013    | 23 de junho de 2013        | 7 de julho de 2013           |
| 7  | Tail of the Unexpected / Golden Nugglets                   | 11 de março de 2013                | 21 de fevereiro de 2013    | 29 de junho de 2013        | 7 de julho de 2013           |
| 8  | Zombie Bananas / I'm YAY-OK You're Not YAY-OK              | 6 de março de 2013                 | 7 de março de 2013         | 30 de junho de 2013        | 14 de julho de 2013          |
| 9  | When Garbage Revolts / Monkeys vs. Gorillas                | 18 de março de 2013                | 14 de março de 2013        | 6 de julho de 2013         | 20 de julho de 2013          |
| 10 | B.A.L.L. / Ukelele Wally                                   | 8 de março de 2013                 | 21 de março de 2013        | 13 de julho de 2013        | 21 de julho de 2013          |
| 11 | Princess Nefarious / Home on the Strange                   | 19 de março de 2013                | 28 de março de 2013        | 20 de julho de 2013        | 27 de julho de 2013          |
| 12 | Space Out! / Monkey See, Monkey Do Better                  | 20 de março de 2013                | 4 de abril de 2013         | 27 de julho de 2013        | 28 de julho de 2013          |
| 13 | Bro or Joel / There's No Business Like Monkey Business     | 21 de março de 2013                | 11 de abril de 2013        | 14 de setembro de 2013     | 17 de julho de 2013          |
| 14 | Robot Plague / May the Best Monkey Win                     |                                    | 12 de dezembro de 2013     | 24 de dezembro de 2013     | 18 de dezembro de 2013       |
| 15 | Banana Ghost / One and a Half Friends                      |                                    | 8 de janeiro de 2014       | 21 de setembro de 2013     | 6 de outubro de 2014         |
| 16 | Party Planet / Spacey Cake                                 | 3 de junho de 2013                 | 15 de janeiro de 2014      | 28 de setembro de 2013     | 24 de julho de 2014          |
| 17 | My Bully Bot / Switch Day                                  | 7 de junho de 2013                 | 22 de janeiro de 2014      | 7 de outubro de 2013       | 8 de agosto de 2014          |
| 18 | The Chimpsky Dimension / License To Monkey Around          | 6 de junho de 2013                 | 29 de janeiro de 2014      | 8 de outubro de 2013       | 1 de agosto de 2014          |
| 19 | Flearoy /The Inventor                                      |                                    | 5 de fevereiro de 2014     | 9 de outubro de 2013       | 29 de junho de 2014          |
| 20 | Squidsgiving / Rocket Mommy                                | 5 de junho de 2013                 | 12 de fevereiro de 2014    | 10 de outubro de 2013      | 28 de junho de 2014          |
| 21 | Welcome To Inky Mart / Eggs and Breakin                    |                                    | 26 de fevereiro de 2014    | 23 de agosto de 2014       | 7 de novembro de 2014        |
| 22 | Robo Butler / Teeny Weeny Pinky Winky                      |                                    | 5 de março de 2014         | 27 de julho de 2014        | 13 de novembro de 2014       |
| 23 | Big Bro Rules / Monkey Too Young                           |                                    | 12 de março de 2014        | 11 de outubro de 2013      | 15 de agosto de 2014         |
| 24 | The Peel Who Stole Christmas / Ships, Trips and Worm Holes |                                    | 19 de março de 2014        | 2 de agosto de 2014        | 22 de setembro de 2014       |
| 25 | Sidekicked / Wedding Smachers                              |                                    | 26 de março de 2014        | 3 de agosto de 2014        | 20 de novembro de 2014       |
| 26 | Happy Gus Day / Monkey Proof                               |                                    | 2 de abril de 2014         | 9 de agosto de 2014        | 27 de novembro de 2014       |

2 Temporada
| #  | Título Original                                  | Data de exibição no Estados Unidos | Data de exibição no Canada | Data de exibição no Brasil | Data de exibição em Portugal |
| -- | ------------------------------------------------ | ---------------------------------- | -------------------------- | -------------------------- | ---------------------------- |
| 27 | Monkey-Itis / Deep Space Disco                   |                                    | 5 de novembro de 2014      |                            |                              |
| 28 | Hot to Bot/Smell Monkey Smell                    |                                    | 12 de novembro de 2014     |                            |                              |
| 29 | Always a Monkey,Never a Bride/Smell Monkey Smell |                                    | 19 de novembro de 2014     |                            |                              |
| 30 | Monkeys Best Friend/Dude,Wheres My Dad?          |                                    | 26 de novembro de 2014     |                            |                              |
| 31 | The Doctor Is Out/Destroy All Bananas            |                                    | 3 de dezembro de 2014      |                            |                              |
| 32 | Three Wild & Crazy Monkeys/Ok Baby Yay           |                                    | 10 de dezembro de 2014     |                            |                              |
| 33 | Sharing Is Caring/Mega Gamgam                    |                                    | 8 de janeiro de 2015       |                            |                              |
| 34 | Rock On/Thunderbot                               |                                    | 15 de janeiro de 2015      |                            |                              |
| 35 | I Am a Banana/Day of the Doodah                  |                                    | 22 de janeiro de 2015      |                            |                              |
| 36 | Franken-Banana/Attack of the Werebot             |                                    | 5 de fevereiro de 2015     |                            |                              |
| 37 | The Tattler/The Button                           |                                    | 12 de fevereiro de 2015    |                            |                              |
| 38 | Bananarchy/The Boom-Boom Tree                    |                                    | 26 de fevereiro de 2015    |                            |                              |